# Bactrocera tuberculata
Bactrocera tuberculata
 es una especie de insecto díptero que Mario Bezzi describió científicamente por primera vez en 1916. Esta especie pertenece al género Bactrocera de la familia Tephritidae.  